# Natalis Chabanel
Natalis (Noël) Chabanel SJ (ur. 2 lutego 1613, zm. 8 grudnia 1649) – święty Kościoła Katolickiego, męczennik, francuski jezuita, misjonarz w Kanadzie.

## Życiorys
W 1630 roku rozpoczął nowicjat Towarzystwa Jezusowego w Tuluzie. Po ukończeniu studiów teologicznych i otrzymaniu święceń kapłańskich wykładał retorykę, a w 1643 został wysłany na misje do Kanady. Od 15 sierpnia 1643 przebywał w Quebec, a po opanowaniu języka podjął pracę wśród Huronów. Dotrzymując złożonej przysięgi wytrwał na misji. Zginął zabity z „nienawiści do wiary” z ręki Indian z plemienia Irokezów był ostatnim z zamordowanych misjonarzy - Męczenników kanadyjskich.
Beatyfikowany w 1922 roku, kanonizowany w 1930 roku przez papieża Piusa XI. Jest patronem wielu parafii w Stanach Zjednoczonych i Kanadzie.

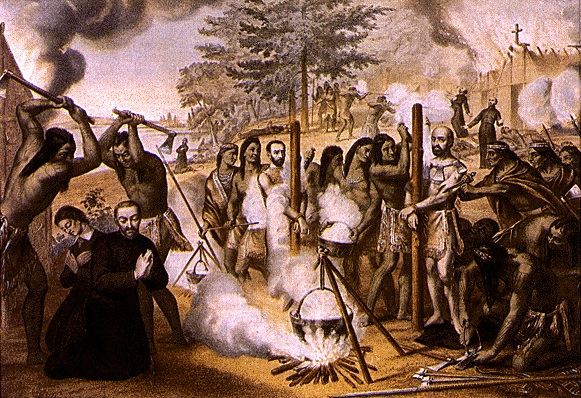
Męczennicy kanadyjscy

## Źródła internetowe
- Fabio Arduino: San Natale Chabanel. [dostęp 2008-10-27]. (wł.).